# Gianni Schicchi
Gianni Schicchi este o operă comică într-un act a cărei muzică a fost compusă de Giacomo Puccini pe un libret scris de G. Forzano.
Premiera operei a avut loc la Metropolitan Opera din New-York, la 14 decembrie 1918, în cadrul prezentării celor trei opere într-un act, care formează Il trittico („Tripticul”).

## Personajele
- GIANNI SCHICCHI (bariton)
- LAURETTA, fiica lui (soprană)
- ZITA, bătrîna verișoară a lui Buoso (alto)
- RINUCCIO, nepotul ei (tenor)
- GERARDO, nepotul de frate al lui Buoso (tenor)
- NELLA, soția sa (soprană)
- GERARDINO, fiul lor (sopran)
- BETTO DI SIGNA, cumnatul lui Buoso (bas)
- SIMONE, unchiul lui Buoso (bas)
- MARCO, fiul său (bariton)
- CIESCA, soția lui Marco (mezzo-soprană)
- SPINELLOCCIO, medic (bas)
- NOTARUL (bariton)
- PINELLINO, un pantofar (bas)
- GUCCIO, un vopsitor (bas)

## Acțiunea

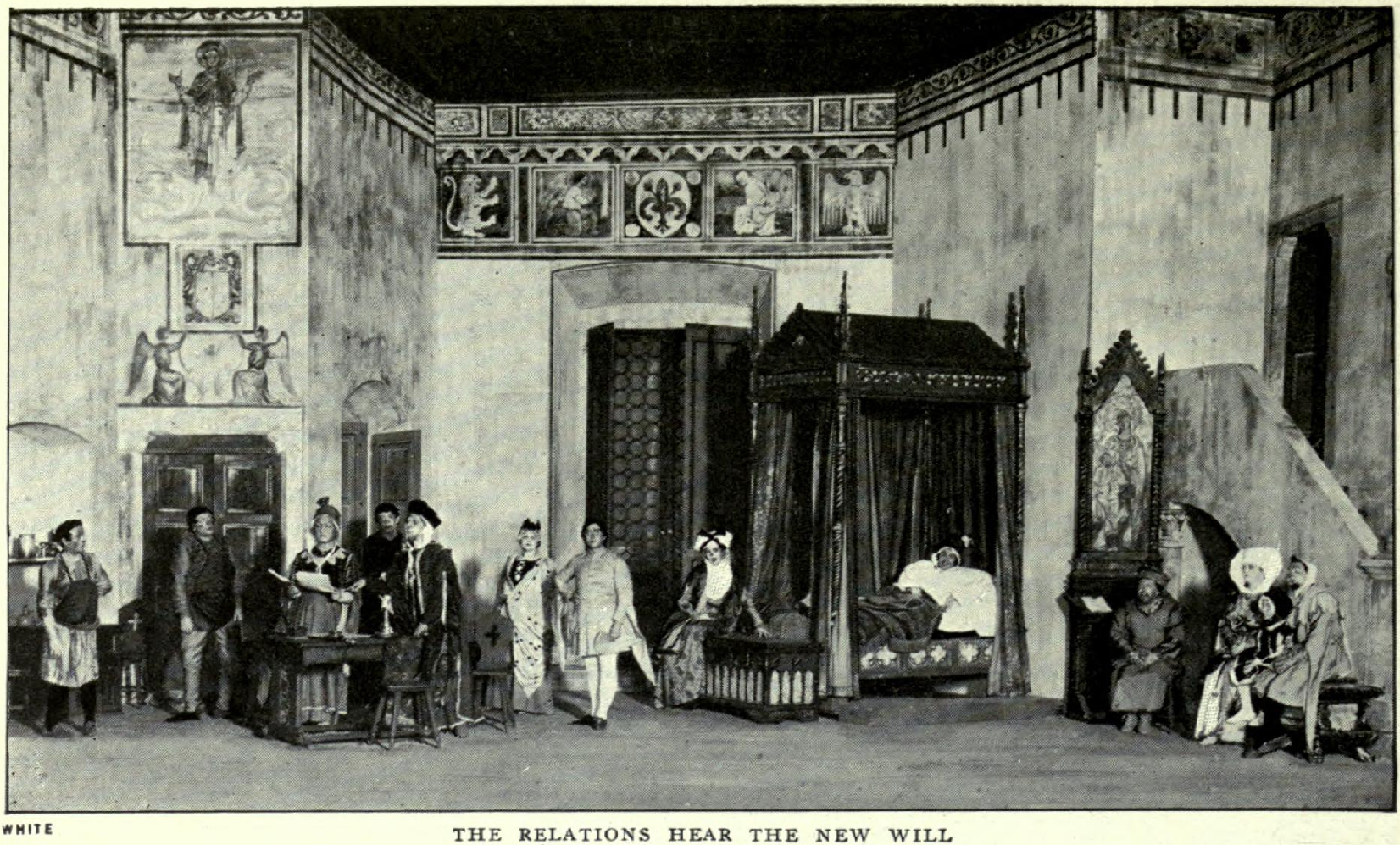
Scenă din opera Gianni Schicchi, jucată la Metropolitan Opera, New-York

Locul și timpul acțiunii: Florența, în anul 1299.
În casa bogătașului Buoso Donati. În jurul palatului în care zace Buoso, decedat de cîteva ore, sunt strînse toate rudele sale. Ele îl plîng cu hohote și așteaptă cu înfrigurare deschiderea testamentului, menit să-i facă moștenitorii averii sale. Totuși, un zvon îl neliniștește: se vorbea mult în oraș că bătrînul ar fi testat averea sa unei mănăstiri.
Deocamdată ei caută actul cu înfrigurare, pe care-l găsește în sfîrșit una dintre rude, tînărul Rinuccio. Mătușa acestuia, bătrîna Zita, deschide testamentul și, spre disperarea lor, ei constată că zvnurile s-au adeverit : Buoso a lăsat toate bunurile sale unei mănăstiri ! Cu toții sunt cuprinși de amărăciune și indignare. În mijlocul vacarmului general, tînărul propune să fie chemat țăranul Gianni Schicchi, renumit pentru deșteptăciunea sa. Rinuccio o iubește pe frumoasa Lauretta, fiica lui Schicchi, și sperase că, primind o parte din succesiune, s-ar fi putut numaidecît însura cu ea. (Arie).
La chemarea lui Rinuccio, Gianni Schicchi a și sosit împreună cu fiica sa. Rudele îl primesc cu răceală, astfel că Gianni vrea să plece numaidecît. Văzând supărarea tatălui ei, Lauretta îl roagă să rămînă și s-o ajute pentru a-și găsi fericirea alături de Rinuccio. (Arie). După ce a reflectat asupra situației, Schicchi promite în cele din urmă că le va veni într-ajutor. În primul rînd o trimite pe Lauretta să stea afară pe balcon, căci ea nu trebuie să afle nimic din cele ce se vor întîmpla. Aflînd că, în afară de rude, nu știe încă nimeni despre moartea bătrînului, Gianni Schicchi dispune transportarea trupului neînsuflețit în camera alăturată.
Pe neașteptate apare medicul Spinelloccio, venit să-și vadă bolnavul. Gianni se ascunde repede în dosul perdelei patului și, imitînd vocea mortului, îl anunță pe doctor că se simte mult mai bine. Acesta, foarte mîndru de cunoștințele sale medicale, pleacă.
Acum Gianni Schicchi, expune rudelor planul său : se va îmbrăca în halatul lui Buoso și astfel travestit, va dicta testamentul. Rudele sunt încîntate de această întorsătură și în timp ce-l travestesc, fiecare caută să obțină cu ajutorul său obiectele cele mai prețioase ale moștenirii. Gianni promite pe rînd fiecăruia satisfacerea dorinței. Dar înainte de a se începe redactarea testamentului, el le atrage atenția asupra legii din Florența care prevede pedeapsa cu tăierea mîinii drepte precum și exilul pentru cei care contribuie la falsificarea unui testament. Deci totul trebuie să rămînă în cel mai strict secret. În fine, el poruncește să se facă întuneric în camer și apoi se culcă în patul lui Buoso.
Sosește acum notarul cu cei doi martori, pantofarul Pinellino și vopsitorul Guccio. „Bolnavul“ începe să dicteze testamentul și fiecare moștenitor primește cîte ceva. Au mai rămas să fie testate obiectele cele mai de preț din moștenire : catîrul, casa din Florența și moara din Signa. Acestea sunt lăsate de testator celui mai bun prieten al său – care nu este altcineva decît Gianni Schicchi ! Rudele sunt înfuriate și încearcă să protesteze, dar tot ele se calmează repede cînd Schicchi le reamintește pedeapsa care se aplică falsificatorilor de testamente.
După semnarea testamentului de către notar și cei doi martori, aceștia pleacă. Se produce o mare învălmășeală, rudee indignate se aruncă asupra lui Gianni Schicchi care, în cele din urmă, reușește să-i scoată afară din casă – acum proprietatea sa.
Lauretta și Rinuccio, care se aflau în timpul acesta pe balcon, se apropie fericiți. Gianni Schicchi se adresează în mod glumeț publicului, arătînd că pentru această faptă a fost pedepsit cu alungarea sa în infern.

## Galerie de imagini

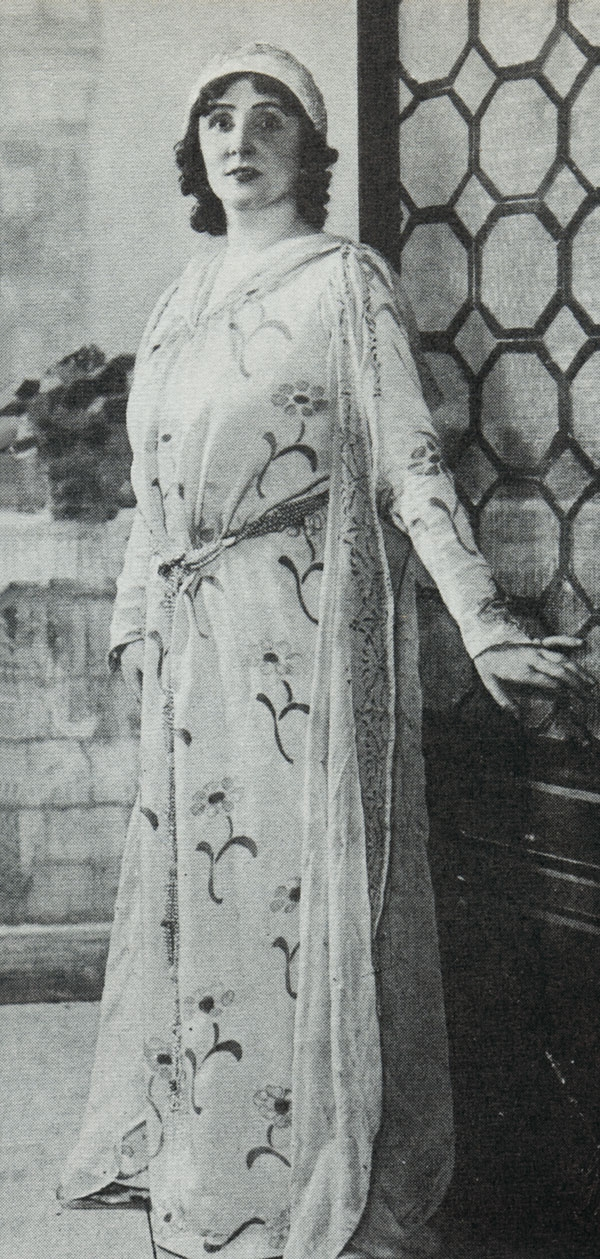
Soprana Florence Easton în rolul Laurettei din opera Gianni Schicchi de Giacomo Puccini (1918).
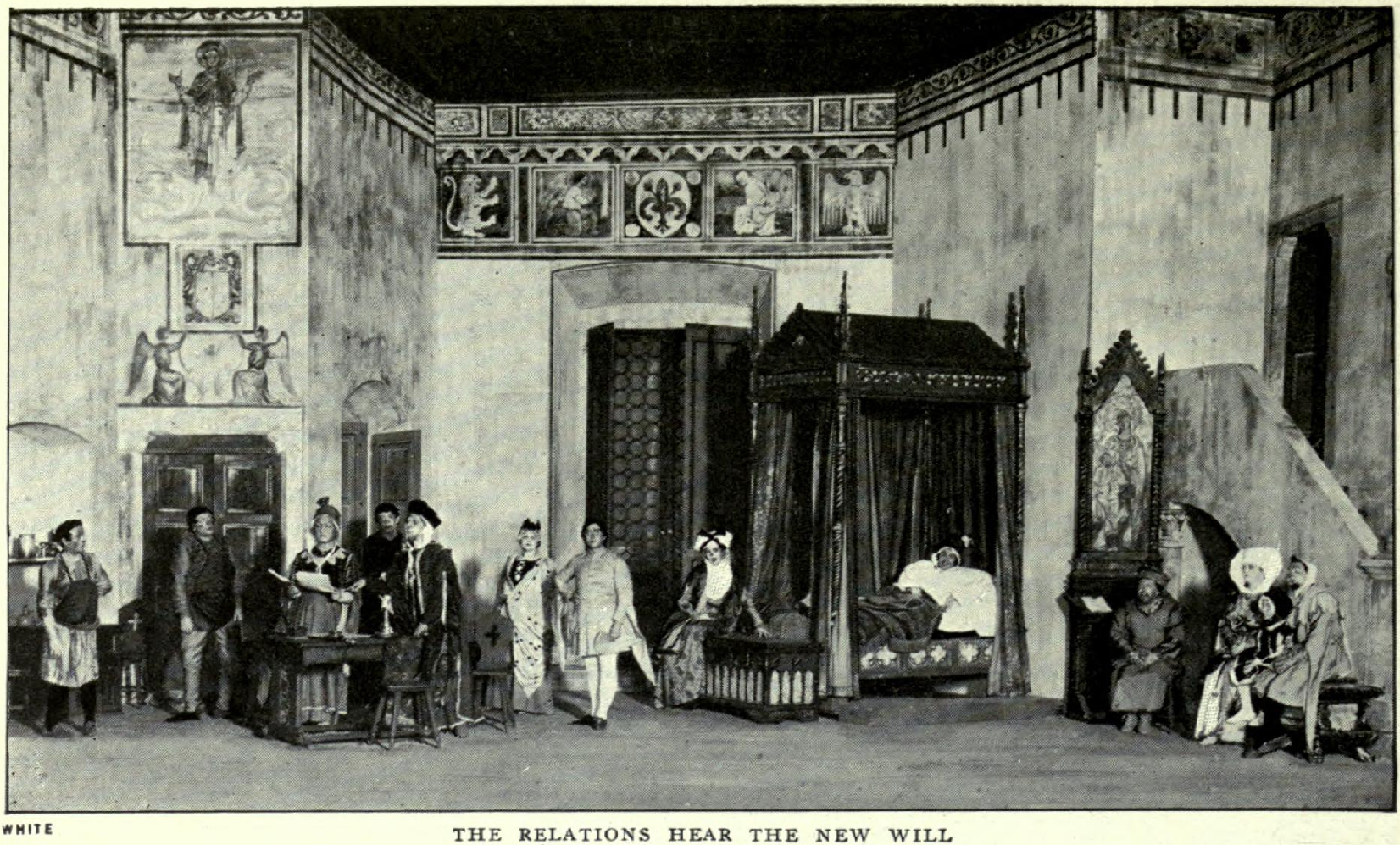
O scenă din operă (1918).